# Cybulice Małe
Cybulice Małe – wieś sołecka położona w Polsce w województwie mazowieckim, w powiecie nowodworskim, w gminie Czosnów. Leży  około 30 km od Warszawy. 

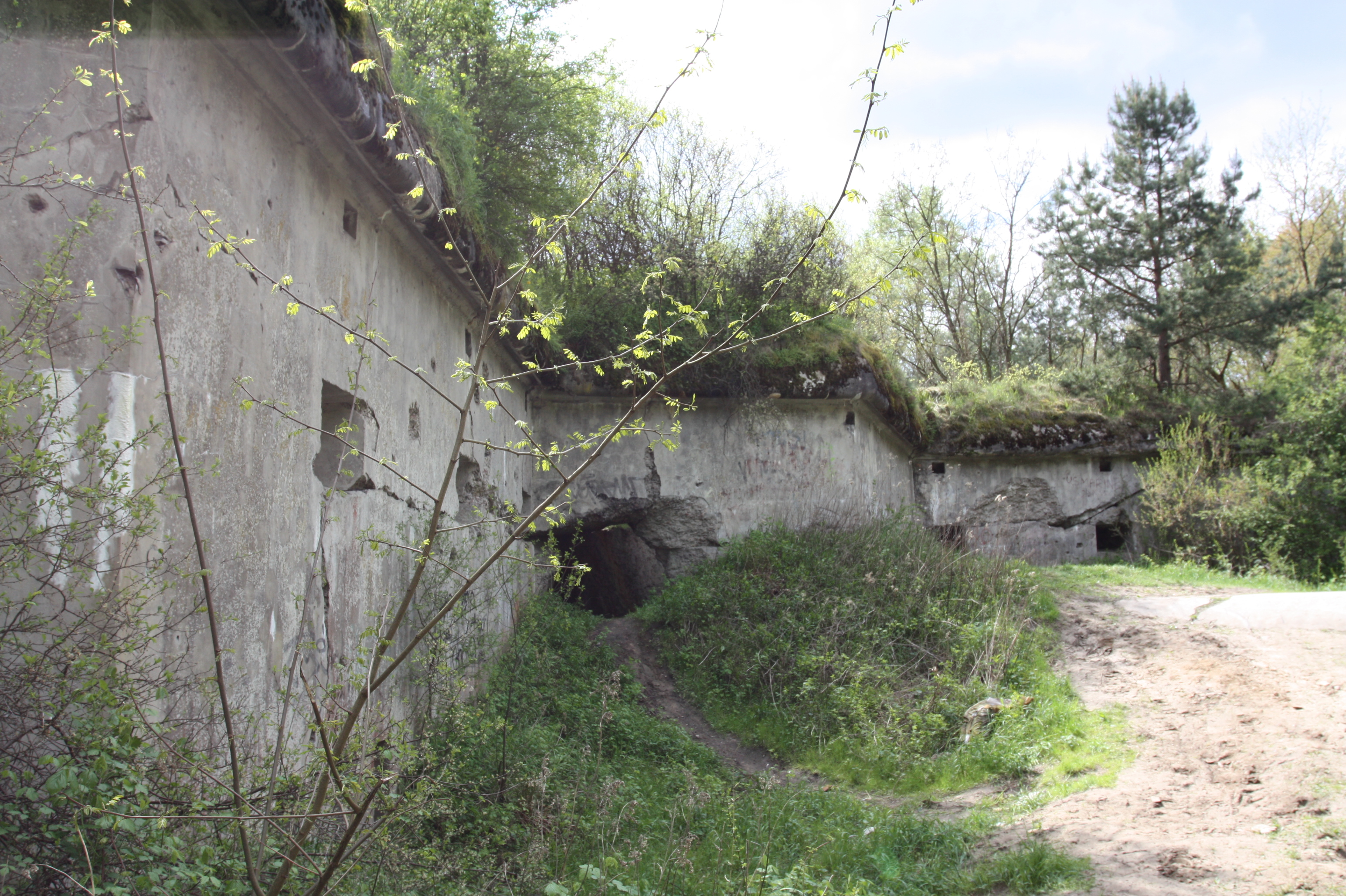
Fragment Fortu Cybulice Twierdzy Modlin

Przez wieś przebiega droga wojewódzka nr 579 (Nowy Dwór Mazowiecki - Radziejowice). Nieopodal miejscowości przebiega droga krajowa nr 7 (Warszawa-Gdańsk). Osada usytuowana jest na północnym krańcu Kampinoskiego Parku Narodowego. Warto tu zwiedzić Bunkry (Fort Cybulice), będące częścią Twierdzy Modlin. W XVII w. wioska została nazwana Cybulicami, od nazwiska pierwszego właściciela tych ziem, Rafała Cybulskiego, któremu w XVI w. król Zygmunt August nadał te ziemie.
Wieś szlachecka położona była w drugiej połowie XVI wieku w powiecie sochaczewskim ziemi sochaczewskiej województwa rawskiego. W latach 1975–1998 miejscowość administracyjnie należała do województwa warszawskiego.
W 1933 roku utworzono 5 gromad w gminie Cząstków z członem Cybulice:
- Cybulice – wieś Cybulice A i kolonia Cybulice B Dworskie,
- Cybulice Dworskie – wieś Cybulice Duże Dworskie,
- Cybulice Małe – wieś Cybulice Małe,
- Cybulice Stare – folwark Cybulice,
- Cybulice Włościańskie – wieś Cybulice Duże Włościańskie.